# به نام پادشاه ۲: دو جهان
به نام پادشاه ۲: دو جهان (به انگلیسی In the Name of the King 2: Two Worlds) عنوان دنباله فیلم به نام پادشاه: داستان محاصره سیاه‌چاله است به کارگردانی اووه بول که در سال ۲۰۱۱ میلادی عرضه شد.

## بازیگران
| بازیگر               | نقش            |
| -------------------- | -------------- |
| دولف لاندگرن         | گرنجر          |
| لاکلین مونرو         | پادشاه / راون  |
| ناتاشا مالته         | منهتن          |
| کریستینا یاسترزمبسکا | مادر مقدس      |
| الکس پانوویچ         | آلارد          |
| ناتالیا بورن         | الیانا         |
| الیزابت روسن         | Seer           |
| مایکل ادمتویت        | خان            |
| میکئیلا من           | زن جوان        |
| نوا بگز              | Pudgy Dark One |
| هیتر دورکسن          | دونانا         |